# لم ازگود
در ریاضیات و به‌ویژه در آنالیز مختلط، لم ازگود گزاره‌ای است که می‌گویَد یک تابع پیوسته چند متغیره مختلط که نسبت به همۀ متغیرها جداگانه هولومورف باشد، خود یک تابع هولومورفیک است. این گزاره بدون فرض پیوستگی تابع مورد نظر نیز درست است، ولی اثباتِ آن بسیار سخت‌تر و معروف به قضیه هارتوگز است. این لَم به افتخار ریاضیدان آمریکایی ویلیام ازگود نام‌گذاری شد که نخستین بار آن را در سال ۱۸۹۹ و در مقاله‌ای در مجلۀ ماتماتیشه آنالن اثبات کرد.